# Diantchandou
Diantchandou este o comună rurală din departamentul Kollo, regiunea Tillabéri, Niger, cu o populație de 24.948 de locuitori (2001).